# Duximiao shuiku
Duximiao shuiku (kinesiska: 都西庙水库) är en reservoar i Kina. Den ligger i den autonoma regionen Inre Mongoliet, i den norra delen av landet, omkring 950 kilometer nordost om regionhuvudstaden Hohhot. Duximiao shuiku ligger 165 meter över havet. Arean är 0,13 kvadratkilometer. Trakten runt Duximiao shuiku består i huvudsak av gräsmarker. Den sträcker sig 0,6 kilometer i nord-sydlig riktning, och 0,4 kilometer i öst-västlig riktning.
Genomsnittlig årsnederbörd är 570 millimeter. Den regnigaste månaden är juli, med i genomsnitt 135 mm nederbörd, och den torraste är januari, med 4 mm nederbörd.